# 1er février
Pour les articles homonymes, voir Premier-Février.
1er janvier 1er mars
Chronologies thématiques
- Croisades
- Ferroviaires
- Sports
- Disney
- Anarchisme
- Catholicisme

Abréviations / Voir aussi
- (° 1852) = né en 1852
- († 1885) = mort en 1885
- a.s. = calendrier julien
- n.s. = calendrier grégorien
- Calendrier
- Calendrier perpétuel
- Liste de calendriers
- Naissances du jour

Le 1er février est le 32e jour de l'année du calendrier grégorien.
Il reste 333 jours avant la fin de l'année, 334 lorsqu'elle est bissextile.
C'était généralement le 13e jour du mois de pluviôse dans le calendrier républicain / révolutionnaire français, officiellement dénommé jour du laurier.

## Événements

### Vesiècle
- 481 : le roi des Vandales Hunéric organise une conférence entre les clergés catholique et arien à Carthage en Tunisie actuelle.

### XIVesiècle
- 1327 : Édouard III est couronné roi d'Angleterre.

### XVesiècle
- 1411 : signature de la première paix de Thorn entre l'union de Pologne-Lituanie et l'Ordre Teutonique.

### XVIesiècle
- 1587 : Élisabeth Ire d'Angleterre signe la condamnation à mort de Marie Stuart d'Écosse.

### XVIIesiècle
- 1662 : le pirate Koxinga s'empare de l'île de Taïwan qui s'appelle à l'époque Formose après neuf mois de siège et en chasse les Hollandais.
- 1669 : Louis XIV de France prend de premières mesures de restriction à l'application de l'édit de Nantes de son grand-père le roi Henri IV.

### XVIIIesiècle
- 1702 : bataille de Crémone en Italie (guerre de Succession d'Espagne).
- 1720 : signature du traité de Stockholm mettant fin à la grande guerre du Nord entre l'empire suédois et le royaume de Prusse.
- 1733 : une crise dynastique s'installe à Varsovie à la suite du décès du roi Auguste II. Électeur de Saxe depuis 1694, il avait été élu roi de Pologne en 1697. Longtemps Auguste avait continué de résider en Saxe en se désintéressant des affaires polonaises.
- 1775 : révolte paysanne contre le servage en Bohême.
- 1793 : la Convention française déclare la guerre à l'Angleterre et aux Provinces-Unies, l'Angleterre refusant que la France ouvre l'Escaut à la navigation qui risque de concurrencer les ports hollandais et reprenant surtout l'ancienne tradition qui prescrit de susciter des ennemis à la France sur le continent subsides à l'appui s'il le faut.
- 1796 : York future Toronto devient la capitale du Haut-Canada en remplacement de Newark ou Niagara-on-the-Lake[1].
- 1800 : la Constitution du Consulat de Napoléon Bonaparte est adoptée en France par référendum plébiscite (3 011 007 voix pour et 1 562 contre).

### XIXesiècle
- 1810 : le maréchal français Jean-de-Dieu Soult s'empare de Séville en Andalousie dans le Sud de l'Espagne.
- 1814 : bataille de La Rothière.
- 1854 : les édifices parlementaires situés à Québec sont détruits par un incendie. Le gouvernement du Canada-Uni en profite pour envisager le déménagement du siège du gouvernement à Ottawa.
- 1858 : le juriste et président du Sénat français depuis 1852 Raymond-Théodore Troplong est nommé au Conseil privé de l'empereur Napoléon III par décret.
- 1861 : le Texas fait sécession vis-à-vis des États-Unis.
- 1870 : création de la police provinciale du Québec.
- 1871 : le corps d'armée français de Charles Bourbaki (1816-1897) qui avait pour tâche de dégager Belfort est contraint de se réfugier en Suisse puis près de Pontarlier après les combats de la Lizaine (15 au 17 janvier).
- 1879 : la Marseillaise est choisie comme hymne national français.
- 1881 : prémices d'un mouvement nationaliste en Égypte où des officiers se mutinent.
- 1896 : la Crète inspirée par l'exemple grec se soulève contre les Turcs.
- 1899 : les États-Unis prennent possession de l'ancienne colonie espagnole de l'île de Guam dans l'Océan Pacifique.

### XXesiècle
- 1908 : assassinat du roi Charles Ier de Portugal et du prince héritier Louis-Philippe de Bragance.
- 1916 : début de la guerre sous-marine à outrance par l'Allemagne (Première Guerre mondiale).
- 1924 : reconnaissance de l'Union soviétique par le Royaume-Uni.
- 1932 : le chef de la révolte des paysans au Salvador Augusto Farabundo Martí est exécuté avec d’autres dirigeants communistes par le régime militaire.
- 1935 : l'assassinat du proche collaborateur de Staline Sergueï Mironovitch Kostrikov dit Kirov, du Politburo du Parti communiste soviétique, déclenche des épurations sanglantes et massives en URSS.
- Seconde Guerre mondiale entre 1939 et 1945 :
  - proclamation du gouvernement collaborateur norvégien de Vidkun Quisling en 1942 ;
  - Charles de Gaulle rassemble en 1944 depuis Londres toutes les forces de la Résistance sous le nom de Forces françaises de l'intérieur (FFI).
- 1946 : Trygve Lie est élu secrétaire général des Nations unies.
- 1952 : Vincent Massey est nommé gouverneur général du Canada.
- 1956 :
  - l'Afrique du Sud demande à l'Union soviétique de fermer tous ses consulats sur son territoire.
  - Autherine Lucy est la première étudiante noire admise dans l'université d'Alabama sur ordre de la cour fédérale américaine.
- 1958 : l'Égypte et la Syrie initient une République arabe unie qui ne durera que trois ans.
- 1959 : les Suisses se prononcent par référendum contre l'octroi du droit de vote aux femmes dans les consultations à l'échelon fédéral mais cette cause aboutira en 1971[2].
- 1960 : fin de la « semaine des barricades » à Alger (guerre d'Algérie, 1954-62).
- 1967 & 1968 : unification de la Marine royale du Canada, de l'Armée canadienne et de l'Aviation royale du Canada en la nouvelle force unifiée des Forces armées canadiennes.
- 1968 : le chef de la police Nguyễn Ngọc Loan abat à bout portant le Viet-cong Nguyễn Văn Lém en pleine rue et devant des journalistes à Saïgon (offensive du Tết Mau Than commencée deux jours plus tôt).
- 1979 : l'ayatollah Rouhollah Khomeini rentre à Téhéran de son exil en France.
- 1985 : les forces vietnamiennes lancent une offensive de grande envergure contre le Cambodge des khmers rouges.
- 1987 : les Philippins approuvent une nouvelle constitution par référendum (victoire pour la présidente Corazon Aquino).
- 1990 : des renforts de troupes serbes entrent au Kosovo où la majorité à 90 % albanaise réclame son autonomie.
- 1991 : le président Frederik de Klerk annonce l'abrogation prochaine de l’apartheid en Afrique du Sud.

### XXIesiècle
- 2003 : entrée en vigueur du traité de Nice censé préparer l'élargissement de l'Union européenne qui accueillera douze nouveaux membres entre le 1er mai 2004 et le 1er janvier 2007.
- 2005 : le roi du Népal Gyanendra renvoie le gouvernement et suspend le Parlement de son pays.
- 2020 : le Royaume-Uni quitte officiellement l'Union européenne mais leurs négociations ne font que commencer.
- 2021 : en Birmanie, un troisième coup d'État militaire depuis 1948 a lieu et renverse le gouvernement d'Aung San Suu Kyi[3].
- 2022 : en Guinée-Bissau, le président Umaro Sissoco Embaló et son gouvernement sont victimes d'une tentative de coup d'État[4].

## Arts, culture et religion
- 1669 : la première représentation publique de la comédie du Tartuffe de Molière en cinq actes et en alexandrins est enfin autorisée dans le royaume de France de Louis XIV.
- 1887 : première apparition officielle du nom de Hollywood en Californie aux États-Unis (voir Économie et société plus loin).
- 1893 :
  - le premier studio de cinéma du monde est construit par Thomas Edison près de son laboratoire de West Orange dаns le New Jersey américain pour un coût d'environ 650 $.
  - Première représentation de l'opéra Manon Lescaut du compositeur Giacomo Puccini (1858-1924) à Turin.
- 1896 : première dans la même ville de l’opéra La Bohème du même Puccini  qui y exploite la valeur sentimentale d'une intrigue qui réunit quatre protagonistes masculins poète, musicien, peintre et philosophe autour des deux femmes Mimi Pinson et Musette, premier des trois chefs-d'œuvre du vérisme de l'auteur avant la Tosca en 1900 et Madame Butterfly en 1904.
- 1906 : début en France des inventaires des biens de l'Église catholique après la loi de séparation de celle-ci et de l'État votée en décembre 1905.
- 1948 : la diffusion du texte d'Antonin Artaud Pour en finir avec le jugement de Dieu est interdite de  radio par le directeur de la Radiodiffusion française[5].
- 1957 : fondation de la Comédie-Canadienne.
- 1967 : sortie en France du film et comédie musicale Les Demoiselles de Rochefort de Jacques Demy avec Catherine Deneuve et Françoise Dorléac etc.
- 1972 : les funérailles de Mahalia Jackson se déroulent à Chicago (États-Unis) devant quelque 5 000 personnes dont Madame Martin Luther King, Ella Fitzgerald et Sammy Davis Jr avec Aretha Franklin au chant (Precious Lord, Take My Hand) au cours de la cérémonie. Plus de 40 000 personnes ont défilé la veille devant la dépouille de la célèbre interprète de gospel.
- 1973 : réception officielle de René de La Croix de Castries dit le duc de Castries à l'Académie française.
- 2009 : clôture du 36e festival international de la bande dessinée d'Angoulême dans l'ouest de la France comme toujours à pareille période.

## Sciences et techniques
- 1899 : invention de l'aspirine.
- 1949 : la RCA Victor dévoile le premier lecteur de disques à microsillons et 45 tours.
- 1958 :
  - création de l'Agence européenne pour l'énergie nucléaire (AEÉN).
  - Lancement du premier satellite artificiel américain Explorer 1.
- 1999 : le code morse disparaît officiellement de toutes les communications pour être remplacé par le système satellitaire GMDSS (Global Maritime Distress and Safety System).

- 2002 : des scientifiques américains[Qui ?] déclarent avoir créé des embryons de singe sans utiliser de sperme pour obtenir des cellules souches qui ont ensuite produit un cœur, un cerveau et d'autres tissus.
- 2003 : accident de la navette spatiale Columbia.
- 2019 : l'Arch Mission Foundation annonce la mise en orbite d'un disque gravé de pages Wikipédia.
- 2023 : la comète verte C/2022 E3 (ZTF) (photo) s’approche au plus près de la Terre.

## Économie et société
- 1811 : mise en service du phare de Bell Rock.
- 1887 : un investisseur immobilier enregistre son ranch sous le nom de Hollywood qui obtiendra le statut de ville en 1903 et sera annexée à Los Angeles en 1910 (voir Arts, culture et religion en 1887 et 1893 ci-avant)[6].
- 1894 : Joseph-Octave Villeneuve devient le vingt-septième maire de Montréal.
- 1898 : 
  - Raymond Préfontaine devient le vingt-neuvième maire de Montréal.
  - À Buffalo (New York), la première assurance automobile de l'histoire est émise par la Traveller's à un certain Dr T. Martin et contient une clause protégeant l'assuré contre des poursuites possibles de propriétaires de chevaux dont les animaux pourraient être effrayés par les automobiles.
- 1900 : fondation du régiment du Saguenay.
- 1902 : James Cochrane devient le trentième maire de Montréal.
- 1910 : James John Edmund Guerin devient le trente-quatrième maire de Montréal.
- 1915 : le passeport britannique est le premier sur lequel une photographie est nécessaire.
- 1919 : élection de la première Miss Amérique, dont on apprendra ultérieurement qu'elle était déjà mariée avec deux enfants.
- 1920 : instauration de la Gendarmerie royale du Canada.
- 1923 : le gouvernement d'Allemagne dévalue le mark et ce ne sera pas la dernière fois ; un dollar américain vaut alors 45 500 marks alors qu'il en valait 192 un an plus tôt.
- 1953 : inondations au sud-ouest des Pays-Bas (plus de 1 800 morts, 160 000 hectares de terres inondées).
- 1954 : appel radiophonique de l'abbé Pierre pour les sans-logis en pleine vague de grand froid en France.
- 1956 : Guy Mollet entame un mandat de président du Conseil sous la présidence de René Coty (IVe République française).
- 1964 : deux skieuses françaises dont Marielle Goitschel gagnent l'or et l'argent sur le "Géant" puis inversent leurs classement et médailles deux jours plus tard aux Jeux olympiques d'hiver d'Inssbruck en Autriche[7].
- 1970 : une des pires catastrophes ferroviaires des cinquante dernières années tue quelque 235 victimes en Argentine alors que deux trains entrent en collision à une trentaine de kilomètres de Buenos Aires.
- 1972 :
  - attentat à la bombe contre l'ambassade de Grande-Bretagne à Dublin tandis qu'une vague de manifestations anti-britanniques déferle sur l'Irlande.
  - Un ancien militaire japonais de la Seconde Guerre mondiale rentre seulement chez lui à 56 ans après s'être caché pendant 28 ans dans la jungle de Guam plutôt que de se rendre aux troupes américaines.
- 1978 : naissance du parti politique de centre droit de l'Union pour la démocratie française (U.D.F.) sous la présidence entre 1974 et 1981 de Valéry Giscard d'Estaing issu de la même tendance.
- 1986 : la chanteuse américaine Diana Ross épouse en Suisse l'armateur millionnaire norvégien Arne Naess passionné d'alpinisme.
- 1989 : le pic de Montagnol et la vallée d'Angouls sont classés en « zone naturelle d'intérêt écologique, faunistique et floristique » en raison de leur flore des hautes montagnes calcaires avec plantes endémiques ou rares et de la présence d'une riche faune de montagne.
- 1991 :
  - un avion d'« US Air » s'écrase contre un plus petit sur une piste à Los Angeles (trente-cinq morts).
  - Un séisme se produit en Afghanistan et au Pakistan (6,8 sur l'échelle ouverte de Richter et plus de 1 500 morts).
- 1996 : un million de mineurs font grève en Russie et en Ukraine dans l'espoir de toucher leur salaire.
- 1998 : la ministre française de l'Aménagement du territoire et de l'Environnement Dominique Voynet confirme la mise à l'arrêt définitif du surgénérateur nucléaire Superphénix de Creys-Malville qui n'aura fonctionné que 30 mois en 10 ans.
- 1999 : annonce à Paris de la fusion bancaire Paribas-Banque nationale de Paris, le nouveau groupe pesant deux cents milliards de francs.
- 2000 :
  - entrée en vigueur des 35 heures dans les entreprises françaises de plus de 20 salariés (et en 2002 dans les autres).
  - Valeo annonce un bénéfice de 3,7 milliards de francs pour 1999 et la suppression de six mille emplois.
  - L'Assemblée nationale française adopte le projet de loi relatif à la « modernisation » et au « développement » du service public de l'électricité mettant fin progressivement au monopole d'EDF.
- 2002 : il est licite de tuer des « civils infidèles » dans certains cas, selon la teneur d'un entretien inédit d'Oussama ben Laden réalisé par la chaîne du Qatar Al Jazeera fin octobre.
- 2004 :
  - au moins 352 pèlerins sont tués dans une bousculade lors d'un rituel de lapidation à Mina près de La Mecque en Arabie.
  - Un double attentat-suicide frappe les locaux des deux principaux partis politiques kurdes à Erbil dans le nord de l'Irak (109 morts).
  - L'abbé Pierre et ses compagnons d'Emmaüs renouvellent leur appel à la solidarité envers les plus faibles lancé en février 1954 (ci-avant) depuis l'esplanade du Trocadéro à Paris.
- 2006 : après presque trois ans de négociations, l’Argentine et le Brésil signent un accord qui doit permettre de protéger les secteurs de production qui pourraient être trop durement affectés par la compétition avec le pays voisin (mécanisme d’adaptation compétitive - MAC - permettant de fixer des droits de douane sur les produits « trop compétitifs » du pays voisin pour trois ans renouvelables une fois).
- 2009 :
  - le Parti de Gauche est officiellement fondé en France lors de son premier congrès.
  - Instauration du gouvernement Sigurðardóttir I en Islande.
  - Création de la campagne NOH8 contre la proposition 8 aux États-Unis.
- 2013 : inauguration du gratte-ciel The Shard au Royaume-Uni.
- 2016 : une escroquerie en ligne du type système de Ponzi est découverte en Chine. Le Madoff chinois fondateur de l'entreprise Ezubao Ding Ning aurait escroqué 900 000 personnes pour un montant estimé à 7,5 milliards de dollars[8],[9],[10].

## Naissances

### XVesiècle
- 1462 : Johannes Trithemius, religieux, cryptologue et occultiste allemand († 13 décembre 1516).

### XVIIesiècle
- 1659 : Jakob Roggeveen, explorateur hollandais († 31 janvier 1729).

### XVIIIesiècle
- 1740 : Charles de Bernard de Marigny, officier de marine et aristocrate français († 25 juillet 1816).
- 1790 : Matilde Viscontini Dembowski, patriote italienne, amour malheureux de Stendhal († 1er mai 1825).
- 1800 : Brian Houghton Hodgson, administrateur colonial, ethnologue et naturaliste britannique († 23 mai 1894).

### XIXesiècle
- 1801 :
  - Théodore Lacordaire, entomologiste français († 18 juillet 1870).
  - Émile Littré, lexicographe et philosophe français († 2 juin 1881).
  - Thomas Cole, peintre américain († 11 février 1848).
- 1813 : Eduard Riedel, architecte allemand († 24 août 1885).
- 1859 : Victor Herbert, compositeur et chef d'orchestre américain († 26 mai 1924).
- 1860 : Michel Zévaco, romancier et militant anarchiste français († 8 août 1918).
- 1861 : Emilio Pizzi, compositeur italien, († 27 novembre 1940).
- 1872 : Paul Fort, poète et dramaturge français († 20 avril 1960).
- 1873 : Joseph Allard, violoneux et compositeur québécois († 14 novembre 1947).
- 1874 : Hugo von Hofmannsthal, écrivain, poète autrichien († 15 juillet 1929).
- 1878 : Charles Tate Regan, ichtyologiste britannique († 13 janvier 1943).
- 1882 : Louis Saint-Laurent, avocat, enseignant et homme politique canadien, 12e Premier ministre du Canada († 25 juillet 1973).
- 1884 : Evgueni Zamiatine (Евгений Иванович Замятин), écrivain russe († 10 mars 1937).
- 1894 :
  - James Prince Johnson, pianiste américain († 17 novembre 1955).
  - John Ford (John Martin Feeney dit), cinéaste américain († 31 août 1973).
- 1895 : Constantine Falkland Cary « Conn » Smythe, hockeyeur canadien († 18 novembre 1980).
- 1900 : Théodore, Jean Gerhards dit Théo, résistant français alsacien († 29 octobre 1943).

### XXesiècle
- 1901 : Clark Gable, acteur américain († 16 novembre 1960).
- 1902 : Langston Hughes, écrivain américain († 22 mai 1967).
- 1903 : Elizabeth McCoy, microbiologiste († 24 mars 1978)
- 1904 : Joseph Asajiro Satowaki, prélat japonais, archevêque de Nagasaki de 1968 à 1990 († 7 août 1996).
- 1905 : Emilio Gino Segrè, physicien italien († 22 avril 1989).
- 1908 : Louis Rasminsky (en), économiste canadien, troisième gouverneur de la Banque du Canada († 15 septembre 1998).
- 1909 : Huy Kanthoul, homme politique cambodgien, Premier ministre du Cambodge de 1951 à 1952 († 13 septembre 1991).
- 1914 : Jale İnan,  archéologue turque († 26 février 2001).
- 1916 :
  - Bruce Gordon, acteur américain († 20 janvier 2011).
  - Pierre Dudan, chanteur, auteur et compositeur suisse († 4 février 1984).
- 1920 : Pierre Jonquères d'Oriola, cavalier français double champion olympique († 19 juillet 2011).
- 1921 : 
  - Ann Zeilinger Caracristi, scientifique et cryptanalyste américaine († 10 janvier 2016).
  - Teresa Mattei, militante, féministe et politicienne italienne († 12 mars 2013).
- 1922 : Renata Tebaldi, artiste lyrique italienne († 19 décembre 2004).
- 1923 : Benjamin « Ben » Weider, homme d'affaires et auteur québécois († 17 octobre 2008).
- 1925 : 
  - Alfred Grosser, politologue, sociologue, historien et éditorialiste franco-allemand.
  - Marcel Martel, auteur-compositeur et interprète québécois de musique country († 13 avril 1999).
- 1928 : Stuart Whitman, acteur et producteur de télévision américain († 16 mars 2020).
- 1930 : Mario Beaulieu, homme politique québécois († 12 octobre 1998).
- 1931 : 
  - Jacques Abouchar, grand reporter et journaliste français de télévision, ex-otage en Afghanistan († 20 août 2018).
  - Boris Eltsine, homme politique président de la fédération de Russie de 1991 à 1999 († 23 avril 2007).
- 1932 (date possible) : Hassan al-Tourabi, chef politique et religieux panarabe des Frères musulmans au Soudan († 5 mars 2016).
- 1934 : Bob Shane (en) (Robert Castle Schoen), chanteur et guitariste américain du groupe The Kingston Trio († 26 janvier 2020).
- 1935 : Vladimir Axionov (Владимир Викторович Аксёнов), cosmonaute soviétique.
- 1936 : Serge Korber (dit aussi John Thomas), réalisateur français de cinéma († 23 janvier 2022).
- 1937 :
  - Audrys Juozas Backis, prélat lituanien, archevêque émérite de Vilnius depuis 2013.
  - Isaac Donald « Don » Everly, chanteur, guitariste, ainé du duo de frères américains The Everly Brothers († 21 août 2021).
  - Ray Sawyer (en), chanteur américain, membre du groupe Dr. Hook & the Medicine Show († 31 décembre 2018).
- 1938 : Niculiţă Secrieriu, peintre roumain († 3 août 2002).
- 1939 :
  - Claude François, chanteur et danseur français († 11 mars 1978).
  - Antonio Martínez Sarrión, poète, essayiste et un traducteur espagnol († 14 septembre 2021).
- 1940 : Jean-Marie Périer, photographe français.
- 1942 : Terry Jones, homme britannique de lettres et de cinéma issu des Monty Pythons († 21 janvier 2020).
- 1944 : Michel Le Bris, écrivain français fondateur et organisateur d'un festival littéraire malouin († 30 janvier 2021).
- 1945 :
  - Serge Joyal, homme politique canadien.
  - Gilles Servat, chanteur français, défenseur de la culture bretonne armoricaine.
- 1947 :
  - Joan-Pau Verdier, chanteur français († 21 juin 2020).
  - Mike Brant (Moshé Brand (משה ברנד) dit), chanteur et compositeur israélien († 25 avril 1975).
  - Yuriy Malyshev, rameur russe champion olympique.
- 1948 : Rick James (James Ambrose Johnson Jr dit), chanteur américain († 6 août 2004).
- 1950 : Michael Wayne « Mike » Campbell, musicien américain du groupe Tom Petty and the Heartbreakers.
- 1952 : Jean Roucas (Jean Avril dit), humoriste et imitateur français.
- 1954 : Charles William « Bill » Mumy Jr., musicien et acteur américain.
- 1955 : William Lustig, réalisateur américain.
- 1957 : Gilbert Hernandez, auteur de bandes dessinées américain.
- 1961 : Daniel M. Tanichio, astronaute américain.
- 1962 : 
  - Marc Sluszny, aventurier belge († 28 juin 2018).
  - Nico Rienks, rameur d'aviron néerlandais double champion olympique.
- 1964 :
  - Mario Pelchat, chanteur québécois.
  - Jens Christian Bugge Wesseltoft, musicien et compositeur de jazz norvégien.
  - Thies Kaspareit, cavalier allemand champion olympique.
- 1965 :
  - Sherilyn Fenn, actrice américaine.
  - Brandon Lee, acteur américain († 31 mars 1993).
  - Claudine Loquen (Sainte-Adresse, Seine-Maritime, 22 février 1965 -   ), peintre naïve chilien[11].
  - Stéphanie de Monaco, princesse et chanteuse monégasque.
- 1966 : 
  - Laurent Garnier, disc-jockey et producteur de musique français.
  - Yelena Nikolayeva, marcheuse sportive russe championne olympique.
- 1967 : Marie-Chantal Perron, actrice québécoise.
- 1968 :
  - Lisa-Marie Presley, chanteuse américaine. († 12 janvier 2023).
  - Mark Recchi, joueur de hockey sur glace canadien.
  - Javier Sánchez, joueur de tennis espagnol.
- 1969 :
  - Gabriel Batistuta, footballeur argentin.
  - Brian Krause, acteur américain.
  - Nino Salukvadze, tireuse sportive géorgienne championne olympique.
- 1971 :
  - Michael Carlyle Hall, acteur américain.
  - Jill Kelly, actrice pornographique américaine.
- 1972 : 
  - Christian Ziege, footballeur allemand.
  - Isabel Fernández, judokate espagnole championne olympique.
- 1973 : Yuri Landman, artiste néerlandais.
- 1975 :
  - Big Boi (Antwan André Patton), artiste et producteur américain de hip-hop du groupe OutKast.
  - Boulet (Gilles Roussel dit), auteur de bandes dessinées français.
- 1976 : Phillip Dennis « Phil » Ivey Jr., joueur de poker américain.
- 1977 : Anne-Claire Coudray, journaliste et animatrice de télévision française.
- 1978 : Nanna Grønnevik, actrice pornographique norvégienne.
- 1979 : 
  - Rachelle Lefèvre, actrice canadienne.
  - Anne-Sophie Mondière, judokate française.
- 1981 : Innocent Dimi, économiste et financier congolaise.
- 1982 : Thomas Jolly, metteur en scène et acteur français
- 1983 :
  - Marilou Berry, actrice et réalisatrice française.
  - Kevin Martin, basketteur américain.
  - Andrew VanWyngarden, musicien guitariste américain du groupe MGMT.
- 1984 :
  - Bintou Marizy, basketteuse française.
  - Aza Raskin, inventeur américain du scrolling ou défilement digital sur écrans d'ordiphones.
  - Lee Thompson Young, acteur américain († 19 août 2013).
- 1985 : Karine Sergerie, athlète de taekwondo canadienne.
- 1987 :
  - Heather Morris, actrice, danseuse et chanteuse américaine.
  - Giuseppe Rossi, footballeur italien.
- 1989 : Jonas Lössl, footballeur danois.
- 1991 : Faouzi Ghoulam, footballeur franco-algérien.
- 1994 : Harry Styles, chanteur britannique.
- 1997 : Park Jihyo, chanteuse et danseuse sud-coréenne.

## Décès

### VIIesiècle
- 656 : Sigebert III, roi franc d'Austrasie de 639 à 656 (° 630).

### XIIIesiècle
- 1248 : Henri II, duc de Brabant de 1235 à 1248 (° 1207).

### XIVesiècle
- 1328 : Charles IV le Bel, roi de France de 1322 à 1328 (° 18 juin 1294).

### XVIesiècle
- 1501 / 1502 : Olivier de La Marche, diplomate et militaire bourguignon (° 1425 ou 1426).
- 1563 : Menas, négus d'Éthiopie de 1559 à 1563 (° inconnue).

### XVIIesiècle
- 1691 : Alexandre VIII (Pietro Vito Ottoboni dit), 241e pape de 1689 à 1691 (° 22 avril 1610).

### XVIIIesiècle
- 1733 : Auguste II, roi de Pologne et grand-duc de Lituanie de 1697 à 1704 et de 1709 à 1733 (° 12 mai 1670).
- 1740 : François Cottignies dit Brûle Maison, chansonnier français (° 16 janvier 1678).
- 1761 : Pierre-François-Xavier de Charlevoix, historien français (° 29 octobre 1682).

### XIXesiècle
- 1810 : Jean-Baptiste Komarzewski, minéralogiste polonais (° 1744 ou 1747).
- 1826 : Jean Anthelme Brillat-Savarin, avocat et auteur culinaire français maire de Belley (° 2 avril 1755).
- 1839 : Giuseppe Valadier, architecte, urbaniste, archéologue et orfèvre italien (° 14 avril 1762).
- 1851 : Mary Shelley (Mary Wollstonecraft Godwin dite), romancière britannique (° 30 août 1797).
- 1885 :
  - Henri Dupuy de Lôme, ingénieur militaire et homme politique français (° 15 octobre 1816).
  - Sidney Gilchrist Thomas, ingénieur britannique (° 16 avril 1850).
- 1886 : 
  - Philibert Bellemain, architecte français (° 29 juin 1822).
  - Plantagenet Cary (11e vicomte Falkland), amiral britannique (° 8 septembre 1806).
  - Juan Esteban Pedernera, homme politique argentin (° 25 décembre 1796).
  - Wilmot Gibbes de Saussure, homme politique américain (° 23 juillet 1822).
- 1897 : Constantin von Ettingshausen, géologue autrichien (° 16 juin 1826).

### XXesiècle
- 1903 : George Gabriel Stokes, physicien et mathématicien britannique (° 13 août 1819).
- 1907 : Léon Serpollet, industriel français, pionnier de l'industrie automobile à vapeur (° 4 octobre 1858).
- 1908 : 
  - Charles Ier, roi de Portugal et des Algarves de 1889 à 1908 (° 28 septembre 1863),
  - et son fils Louis Philippe, prince héritier du trône du Portugal (° 21 mars 1887).
- 1914 : Albert Charles Lewis Günther, herpétologiste et ichtyologue britannique (° 3 octobre 1830).
- 1944 : Piet Mondrian, peintre néerlandais (° 7 mars 1872).
- 1950 : Marcel Mauss, sociologue français (° 10 mai 1872).
- 1954 : Yvonne de Bray, actrice française (° 12 mai 1887).
- 1955 : Paul-Émile Bigeard, sculpteur français (° 8 janvier 1886).
- 1957 : Friedrich Paulus, général allemand (° 23 septembre 1890).
- 1958 : Clinton Joseph Davisson, physicien américain, prix Nobel de physique 1937 (° 22 octobre 1881).
- 1963 : John Francis D'Alton, prélat irlandais (° 11 octobre 1882).
- 1966 : Buster Keaton (Joseph Frank Keaton Junior dit), acteur américain (° 4 octobre 1895).
- 1967 : Guillaume Desgranges, peintre et lithographe français (° 10 février 1886).
- 1968 : Gerard Pieter Adolfs, peintre et architecte néerlandais des Indes orientales (° 2 janvier 1898).
- 1970 : Alfréd Rényi, mathématicien hongrois (° 20 mars 1921).
- 1976 :
  - Werner Heisenberg, physicien allemand, prix Nobel de physique 1932 (° 5 décembre 1901).
  - George Whipple, scientifique américain, prix Nobel de physiologie ou médecine 1934 (° 28 août 1878).
- 1979 : Abdi İpekçi, journaliste turc (° 9 août 1929).
- 1981 : Donald Wills Douglas, Sr., concepteur et constructeur d'avions américain (° 6 avril 1892).
- 1984 : Maurice Canning Wilks, peintre paysagiste irlandais (° 25 novembre 1910).
- 1986 : Alva Myrdal, personnalité politique suédoise, prix Nobel de la paix 1982 (° 31 janvier 1902).
- 1987 : Alessandro Blasetti, réalisateur de cinéma italien (° 3 juillet 1900).
- 1988 :
  - Marcel Bozzuffi, acteur français (° 28 octobre 1928).
  - Heather O'Rourke, actrice américaine (° 27 décembre 1975).
- 1990 : 
  - Gianfranco Contini, critique littéraire et philologue italien (° 4 janvier 1912).
  - Peter Racine Fricker, compositeur et professeur de musique britannique (° 5 septembre 1920).
- 1991 : Joseph Philippe Henri « Phil » Watson, joueur et entraîneur de hockey sur glace canadien (° 24 octobre 1914).
- 1992 : Jean Hamburger, médecin, essayiste et académicien français (° 15 juillet 1909).
- 1996 : Benjamin Brown, athlète de sprint américain (° 27 septembre 1953).
- 1997 :
  - Simion Bughici, homme politique roumain (° 14 décembre 1914).
  - Herb Caen, journaliste américain (° 3 avril 1916).
  - Heiner Carow, réalisateur et scénariste allemand (° 19 septembre 1929).
  - Marjorie Reynolds, actrice américaine (° 12 août 1917).
- 1998 : Gérard Séty, comédien et artiste de music-hall français (° 13 décembre 1922).
- 1999 :
  - Paul Mellon, entrepreneur, philanthrope et mécène américain (° 11 juin 1907).
  - Paul Calvert, joueur de baseball québécois (° 6 octobre 1917).
- 2000 : Peter Levi, poète, archéologue, prêtre jésuite, écrivain et professeur d'université britannique (° 31 mars 1931).

### XXIesiècle
- 2001 : André d'Allemagne, enseignant et militant indépendantiste québécois (° 14 octobre 1929).
- 2002 :
  - Hildegard Knef, actrice allemande (° 28 décembre 1925).
  - Daniel Pearl, journaliste américain (° 10 octobre 1963).
- 2003 :
  - Michael Philipp Anderson, astronaute américain (° 25 décembre 1959).
  - David McDowell Brown, astronaute américain (° 16 avril 1956).
  - Kalpana Chawla (कल्पना चावला), spationaute indienne (° 1er juillet 1961).
  - Laurel Clark, astronaute américaine (° 10 mars 1961).
  - Rick Husband, astronaute américain (° 12 juillet 1957).
  - William Cameron McCool, astronaute américain (° 23 septembre 1961).
  - Ilan Ramon (אילן רמון), colonel et premier spationaute israélien (° 20 juin 1954).
  - Ramón « Mongo » Santamaría, percussionniste cubain (° 7 avril 1922).
- 2004 :
  - Ally MacLeod, footballeur puis entraineur écossais (° 26 février 1931).
  - Bernard Reyt, footballeur français (° 13 décembre 1951).
- 2005 :
  - Werner Arnold, cycliste sur route suisse (° 16 juin 1930).
  - Olivier Dollfus, géographe français (° 12 février 1931).
  - Anderl Heckmair, alpiniste et guide allemand (° 12 octobre 1906).
  - Franco Mannino, pianiste, directeur d'opéra, compositeur, dramaturge et romancier italien (° 25 avril 1924).
  - John Vernon, acteur canadien (° 24 février 1932).
- 2007 :
  - Gian Carlo Menotti, compositeur et librettiste américain (° 7 juillet 1911).
  - Antonio Maria Javierre Ortas, prélat espagnol (° 21 février 1921).
- 2008 : Katoucha Niane, mannequin français (° 30 décembre 1960).
- 2012 : Wislawa Szymborska, femme de lettres polonaise, prix Nobel de littérature en 1996 (° 2 juillet 1923).
- 2013 : Ed Koch, homme politique américain, maire de New York (° 12 décembre 1924).
- 2014 :
  - Maximilian Schell, acteur suisse d'origine autrichienne (° 8 décembre 1930).
  - Luis Aragonés, entraîneur espagnol (° 28 juillet 1938).
  - Pierre Garnier, poète, écrivain, critique et traducteur français (° 9 janvier 1928).
- 2015 : Aldo Ciccolini, pianiste français d'origine italienne (° 15 août 1925).
- 2018 : Dennis Edwards, chanteur américain (° 3 février 1943).
- 2020 : Roger D. Landry, homme d’affaires et éditeur québécois (° 26 janvier 1934).
- 2021 : 
  - Dustin Diamond, acteur, réalisateur, stand-upper et musicien américain (° 7 janvier 1977).
  - Temur Tsiklauri, chanteur pop et acteur géorgien (° 22 janvier 1946).
- 2022 : 
  - Paolo Graziosi, acteur italien (° 25 janvier 1940).
  - Shintarō Ishihara, écrivain et homme politique japonais (° 30 septembre 1932).
  - Maurizio Zamparini, homme d'affaires et dirigeant sportif italien (° 9 juin 1941).
- 2024 : 
  - Carl Weathers, acteur américain, connu pour son rôle d'Apollo Creed dans la saga Rocky (° 14 janvier 1948).
  - Jean-François Cordet, haut fonctionnaire et préfet français (° 4 mai 1950).

## Célébrations

### Internationales et nationales
- Canada et États-Unis : premier jour du mois de l'histoire des Noirs en l'honneur des populations noires affranchies de l'esclavage vers leurs droits civiques.
- États-Unis : National Freedom Day (en) ou « journée de la liberté nationale » commémorant depuis 1948 la signature par Abraham Lincoln en 1865 d'une résolution commune qui deviendra le XIIIe amendement de la Constitution des États-Unis d'Amérique visant à abolir l'esclavage.
- Extrême-Orient : date possible pour le début du nouvel an asiatique, entre 20 janvier et 20 février au gré de la Lune.
- Kuala Lumpur, Labuan et Putrajaya (Malaisie) : Federal Territory Day (en) ou « fête du territoire fédéral ».
- Maghreb pan-berbère, Sahara occidental : début du mois de xubrayr (nom chleuh sud-marocain, et autres noms cousins ailleurs aux Maroc, Algérie, Tunisie, etc.).
- Royaume-Uni : premier jour du LGBT History month (en) ou mois de l'histoire des lesbiennes, gays, bisexuels, transgenres et intersexué.e.s ou L.G.B.T.I.).

### Religieuses

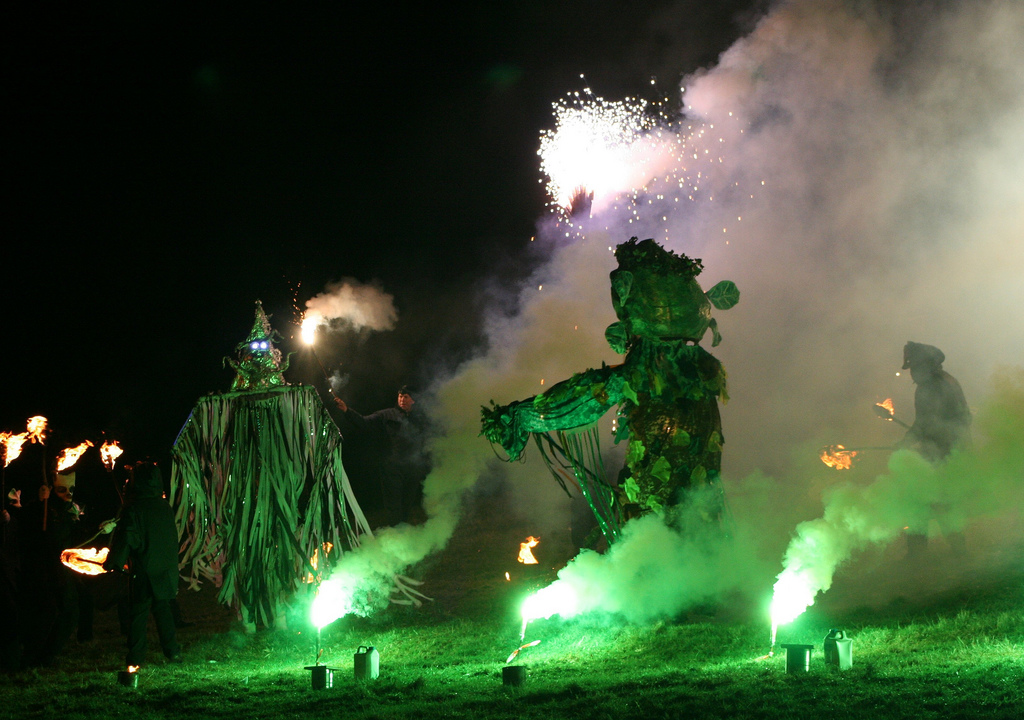
Aperçu d'un festival d'Imbolc à Marsden en 2008.

- Mythologie celtique : fête druidique d'Imbolc marquant la purification qui accompagne la fin de la période hivernale (parfois fêtée le 2 -cf. Chandeleur- voire le 4 ou le 5 février ; N.B. : le mot "février" venant lui-même du latin februarius voulant dire aussi "purification"[12], photographie ci-contre).
- Christianisme orthodoxe : mémoire d'Éphrem le Syrien avec lectures bibliques de Ro. 10, 12-20 sur ce qu'est un prédicateur, et de Mt. 12, 38-42 louant les « habitants de Ninive » ; pour mot commun : « extrémités » (de la terre)[13], dans le lectionnaire de Jérusalem.

### Saints des Églises chrétiennes

#### Saints des Églises catholiques et orthodoxes
Saints des Églises catholiques et orthodoxes :
- Agrève († 650), évêque du Velay et martyr.
- Brigide de Fiesole († IXe siècle), religieuse toscane.
- Brigitte d'Irlande († 525), disciple de saint Patrick, abbesse du monastère de Kildare.
- Chartier († VIe siècle), prêtre et confesseur en Berry.
- Cinnie († Ve siècle) — ou « Kinnie » —, vierge irlandaise, princesse d'Ulster, baptisée par saint Patrick d'Irlande.
- Crewenna († Ve siècle), moniale irlandaise, disciple de sainte Brigitte d'Irlande.
- David de Troade († 844), frère de Syméon et Georges, moine, qui vécut sur le mont Ida.
- Nil de Damas († 779), charpentier, martyr à Damas par la main de musulmans.
- Ours d'Aoste († VIe siècle), prêtre à Aoste.
- Paul Trois Châteaux († IVe siècle), 6e évêque de Saint-Paul-Trois-Châteaux (Tricastin, actuel département de la Drôme en France rhône-alpine).
- Perpétue et Félicité († 203), martyres - date orthodoxe - Fêtées le 7 mars en Occident.
- Pierre de Galatie († 404), moine.
- Précord († VIe siècle), ermite à Vailly-sur-Aisne.Représentation du martyre de Saints Saturnin, Perpétue, Félicité, Revocatus et Secundulus.

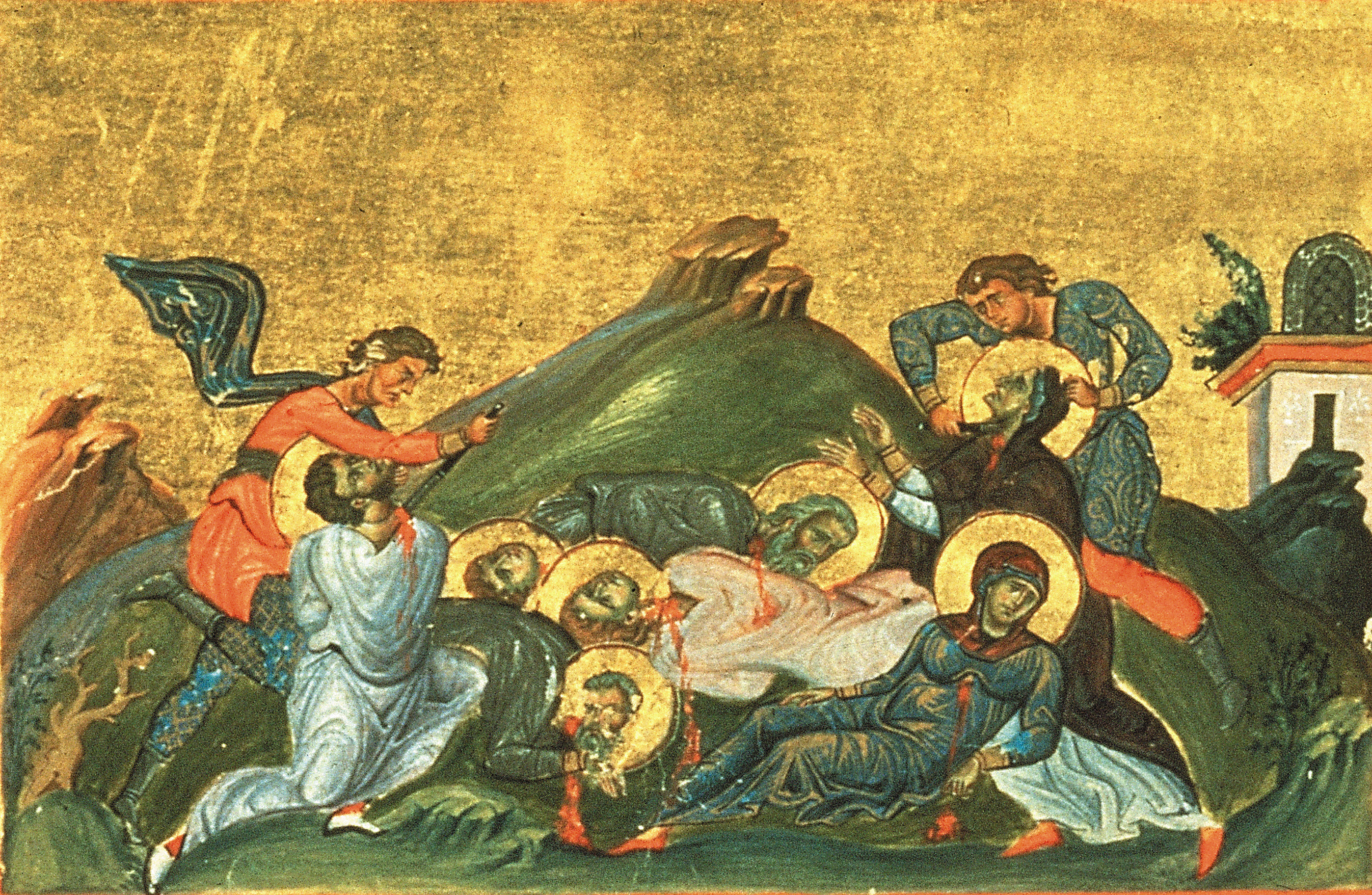
Représentation du martyre de Saints Saturnin, Perpétue, Félicité, Revocatus et Secundulus.

- Saturnin († 202 ou 203 au IIIe siècle), martyr à Carthage, sur l'actuelle Tunis alors romanisée, avec ses compagnons catéchumènes Perpétua, Félicité, Revocatus et Secundulus (peinture jointe).
- Sever d’Avranches († VIe siècle), évêque d'Avranches.
- Sévère de Ravenne († 344), 12e évêque de Ravenne.
- Sigebert III († 656), roi d'Austrasie, patron de Nancy.
- Torquat du Tricastin († IVe siècle), 5e évêque de Saint-Paul-Trois-Châteaux.
- Tryphon († v. 251), martyr.

#### Saints et bienheureux des Églises catholiques
Saints et bienheureux des Églises catholiques :
- André de Segni († 1302), franciscain et théologien italien.
- Anne Michelotti († 1888), bienheureuse religieuse italienne fondatrice des petites servantes du Sacré-Cœur.
- Antoine le Pèlerin (it) († 1267), bienheureux pèlerin italien.
- Aubert de Landevenec († 1129), bénédictin de Landévennec en Bretagne.
- Candelaria de San José († 1940), bienheureuse religieuse carmélite vénézuelienne fondatrice de la congrégation des Petites sœurs des pauvres d'Altagracia de Orituco.
- Clair de Seligenstadt († 1048), bénédictin à l'abbaye de Seligenstadt près de Mayence puis ermite.
- Conor O'Devany (en) († 1612), évêque, et Patrick O’Lougham, prêtre, bienheureux franciscains et martyrs à Dublin.
- Ella de Laycock (en) († 1261), mère de famille puis fondatrice de l'abbaye Sainte-Marie de Lacock.
- Henri Morse († 1645), jésuite martyr à Tyburn près de Londres.
- Jean de la Grille († 1163), évêque d'Aleth transféra le siège épiscopal à Saint-Malo.
- Louis Variara († 1923), bienheureux religieux salésien fondateur des filles des Très Saints Cœurs de Jésus et de Marie.
- Marie-Anne Vaillot et Odile Baumgarten et 46 compagnes(† 1794), bienheureuses religieuses filles de la Charité françaises, martyres sous la révolution française.
- Paul Hong Yong-ju (pl) († 1840), catéchiste, Jean Yi Mun-u et Barbara Choi Yong-i, martyr à Séoul.
- Raymond de Fitero († 1163), moine.
- Réginald d'Orléans († 1220), bienheureux religieux dominicain, disciple de saint Dominique de Guzmán.
- Viridiane (it) († 1247), recluse du tiers-ordre franciscain à Castelfiorentino.

#### Saint orthodoxe du jour,aux dates parfois"juliennes"ou orientales
- Anastase de Nauplie († 1655), peintre à Nauplie en Grèce, martyr par la main de musulmans[15].

### Prénoms du jour[Où?]
Bonne fête aux Ella et ses variantes comme Ellie, etc. (Hélène et variantes les 18 août).
Et aussi aux :
- Berc'hed,
- Félicité,
- Ignoroc et ses variantes ou dérivés breton(ne)s : Igneuc, Inioroc ;
- aux Perpétue,
- Revocatus,
- Saturnin et ses variantes (autre date majeure d'un autre Saint Sernin martyr mais vers l'actuelle Toulouse occitane),
- aux Secundulus,
- Sever,
- Sigebert et ses variantes ou dérivés : Sibert, Sigisbald, Sigisbert, etc.
- Aux Viridiana et ses variantes ou dérivés : Verdiane, Véridiane, Véridienne , etc.

## Traditions et superstitions

### Dictons[Où?]
- « À la saint Ignace, l'eau est de glace. »[16] (saint-Ignace d'hiver, voir la fête des Ignoroc voire d'Imbolc plus haut ; la saint-Ignace majeure et d'été des 31 juillet, les saintes-Iñes voire -Agnès du 21 janvier)
- « La veille de la Chandeleur, l'hiver se passe ou prend vigueur. »[17]

### Astrologie
- Signe du zodiaque : 12e jour du signe astrologique du Verseau.

## Toponymie
- Les noms de plusieurs voies, places, sites ou édifices de pays ou provinces francophones contiennent cette date dans leur nom avec diverses graphies : voir Premier-Février .